# Austrotaxus spicata
Austrotaxus spicata (новокаледонський тис) — вид хвойних рослин родини тисових, єдиний представник роду Austrotaxus.

## Поширення, екологія
Зустрічається в горах в центрі і на північному сході головного острова Нової Каледонії від 400 до 1350 м над рівнем моря. Зазвичай зростає як невелике дерево в підліску із щільного, вологого тропічного лісу. Більшість субпопуляції росте на кислих субстратах, крім тої, що на Mé Maoya.

## Морфологія
Дерево дводомне, щільно розгалужене, вічнозелене, 3–25 м висотою. Підліткове листя не дуже відрізняється від дорослого, довжиною 17 см на 0,8 см в ширину, поступово стає коротшим з віком. Листки темно-зелені зверху, з двома світло-зеленими смугами знизу; вони розташовані по спіралі на стеблі. Насіннєві шишки довжиною 20–25 мм, це м'ясисті аріли, які майже повністю оточують єдину насінин. Чоловічі (пилкові) шишки завдовжки 10–15 мм, стрункі. Помітно довше листя і велике насіння легко відрізняє цей вид від видів роду Taxus.

## Загрози та охорона
Збільшення частот пожеж може становити загрозу в найближчому майбутньому. Як складова частина гірського лісу, Austrotaxus може також бути уразливим до наслідків зміни клімату в найближчому майбутньому. Цей вид був записаний на охоронних територіях, таких як Mont Panie.